# Simone Berriau
Simone Berriau (21 de juliol de 1896 – 26 de febrer de 1984) va ser una actriu, cantant i directora teatral de nacionalitat francesa.

## Biografia
El seu veritable nom era Simone Blanche Eugénie Bossis, i va néixer en Touques, França. Va passar la seva infància en Machecoul, on una sala de teatre porta el seu nom. Als quinze anys va anar al Marroc en companyia del fill d'un hisendat, però es va casar finalment amb el coronel Henri Berriau, braç dret de Louis Hubert Lyautey. Ell va morir el 1918, i del matrimoni va néixer una filla, Henriette, que va ser actriu amb el nom artístic de Héléna Bossis.
Després de néixer la seva filla, Simone Berriau va deixar el Marroc i va tornar a França. Gràcies a la família Lyautey va conèixer a Rose Caron, cantant i gran amiga de Georges Clemenceau. Aquesta última, va descobrir la qualitat de la seva veu de soprano, i li facilita les lliçons de cant necessàries per a la seva entrada en el Teatre Nacional de l'Opéra-Comique. Després de debutar el 12 de juliol de 1923 amb el nom de «Simone Berry» a Carmen de Georges Bizet, ella va interpretar, entre altres obres, La Bohème de Giacomo Puccini, El rei de Ys de Édouard Lalo i sobretot Pelléas et Mélisande de Claude Debussy.
Elo 1934 Simone Berriau va adquirir la propietat vinícola de Mauvanne, a Hyères, on va rebre a nombroses personalitats, homes d'estat com el paixà de Marràqueix Thami El Glaoui, o artistes com Charlie Chaplin, Louis Jouvet, Colette i Cécile Sorel. Més endavant va fundar un complex immobiliari, al principi reservat a actors, a Salins-d'Hyères: Simone Berriau-Plage.
El 1935, després de deixar el cant a causa d'un problema en les cordes vocals, es va dedicar al cinema. Va rodar una quinzena de pel·lícules amb els directors de l'època. Max Ophüls li va oferir els seus millors papers, que va interpretar a Divine (1935) i La Tendre Ennemie (1936). Paral·lelament va fundar una productora, de la que fou director general Pierre Lazareff.
A partir de 1943 va assumir la direcció del Teatre Antoine, al Boulevard de Strasbourg de París. Allà hi va escenificar la gairebé totalitat de l'obra dramàtica de Jean-Paul Sartre. També va produir peces d'Albert Camus, Luigi Pirandello, Jean Cocteau, Harold Pinter, Arthur Miller, i molts altres, i va donar a més l'oportunitat a joves directors d'escena com Peter Brook, que va signar el seu primer espectacle a França el 1956 amb La gata sobre la teulada de zinc, de Tennessee Williams.
En la dècada de 1960, va obrir també les portes al repertori del teatre de boulevard, amb escriptors com Marcel Achard, André Roussin, Robert Lamoureux o Françoise Dorin, en un gènere en el qual van triomfar intèrprets com Jacqueline Maillan, Jean Le Poulain o Maria Pacôme.
Simone Berriau va morir el 1984 en el seu teatre, en la vespra de l'espectacle Nos premiers adieux. Va ser enterrada en el Cementiri de Montmartre, a París.